# 木村ヤスエ
木村 ヤスエ（きむら ヤスエ、1976年5月12日 - ）は、福岡県・佐賀県を中心に活動しているローカルタレント。野菜ソムリエ。
福岡県久留米市出身。血液型はA型。元、株式会社ノーメイク所属。現在は結婚し東京在住。

## エピソード
- RED ZONE∞RADIO出演前は早朝番組椎葉ユウmorninGroovyでぐるぐるモーニングガールとしてレポーターを務めた。この後、RED ZONE∞RADIO月曜・火曜を杉山39とコンビを組んで担当した。
- リスナーから番組のコーナーで寄せられた恋愛相談に対しては自分の過去の恋愛体験を明らかにし、ときには細木数子も顔負けのズバッとした回答をすることも。
- FM福岡深夜ラジオ番組「Bang!Bang!Amigos!!」では下ネタを連発していた。
- 2007年10月1日の朝に起きたら声が出なかった為、すべてのレギュラー番組を1週間休んだ。(急性扁桃炎)
- 2008年9月30日 FM福岡のレギュラー番組が終了。
- 2009年4月1日 所属事務所「ノーメイク」からフリーとなる。

## 出演番組
- RKB毎日放送 Pパラダイス（月 25:30~26:00）
- FM佐賀 夕方ラジオ チェケラッチョ（木 16:00 - 19:00 原和正とのコンビ）*2008年10月から担当。

## 過去の出演番組
- TVQ九州放送 FUKUOKAパチQ
- FM福岡 Bang!Bang!Amigos!! *2008年3月まで。
- FM福岡 RED ZONE∞RADIO *2008年9月まで。
- FM福岡 モーニングジャム *2007年1月～2008年9月まで。